# فلم كليفورد الكبير حقا
فيلم كليفورد الكبير حقا (بالإنجليزية: Clifford's Really Big Movie) هو فيلم مغامرات الرسوم المتحركة الأمريكية لعام 2004 على أساس المسلسل التلفزيوني PBS Kids كليفورد الكلب الأحمر الكبير، وهو بحد ذاته تكيف لسلسلة الكتب التي تحمل نفس الاسم من قبل نورمان بريدويل. أخرج هذا الفيلم روبرت راميريز، من إنتاج سكولاستيك إنترتينمنت وبيغ ريد دوج برودكشنز.

## القصة
يذهب كليفورداالكلب لأحمر، مع أصدقائه، في رحلة ممتعة في جميع أنحاء البلاد وينتهي به الأمر بالدخول في مسابقة مثيرة: يحتاجون إلى إظهار المواهب للفوز بإمدادات من شوربة البطن مدى الحياة! جنبا إلى جنب مع الأصدقاء الجدد، سيعملون بجد لتقديم عرض جيد.

## وصلات خارجية
- مقالات تستعمل روابط فنية بلا صلة مع ويكي بيانات